# Prison de Halden
La prison de Halden ((en norvégien : Halden fengsel)) est une prison norvégienne inaugurée le 1er mars 2010, d'une capacité de 252 détenus et située dans la localité de Halden, au sud-est du pays, près de la frontière suédoise, dans le comté de Østfold et dans la région d'Østlandet. Les bâtiments ont été conçus par la firme danoise Erik Møller Architects.
La prison comprend trois unités principales et accueille des prisonniers de toutes nationalités. Elle ne dispose pas de dispositifs de sécurité conventionnels. Deuxième plus grande prison de Norvège, elle est axée sur la réhabilitation et sa conception simule la vie en dehors de la prison.

## Conception
La prison a été conçue par le groupe danois Erik Møller Architects et le norvégien HLM Arkitektur AS. Ils furent sélectionnés lors d'un concours organisé par le ministère de la Justice et la Direction norvégienne de la construction et de la propriété publique,.
La prison est la deuxième plus grande prison de Norvège avec une capacité de 252 détenus.

## Description

### Conditions de détention
L'organisation de la prison est axée sur la réhabilitation et sa conception simule la vie à l'extérieur. Les conditions d'emprisonnement de la prison de Halden sont controversées de par le confort offert aux détenus : les détenus disposent d'écrans plats dans leurs cellules, de salles de bains privées, de coachs sportifs, d'un gymnase, d'un studio d'enregistrement ainsi que d'instruments de musique. Les gardiens ne sont pas armés et sont invités à adopter une attitude amicale avec les détenus (équipes mixtes en sport par exemple). Entre autres activités, le sport et la musique sont à la disposition des détenus, qui interagissent avec le personnel non armé pour créer un sentiment de communauté. Louée pour ses conditions humaines, la prison de Halden a reçu le prix Arnstein Arneberg pour sa décoration intérieure en 2010 et a fait l'objet d'un documentaire, mais a également été critiquée pour son caractère trop libéral.

### Population carcérale
Malgré l'apparent laxisme, la prison de Halden est une prison de sécurité maximale. Elle accueille des criminels classés « dangereux » ou « très dangereux », tels que des violeurs, des meurtriers et des pédophiles,,. Ces derniers composent la moitié de la population, tandis qu'un tiers des résidents sont incarcérés pour des motifs liés à la drogue. 
Les délinquants sexuels, qui peuvent être victimes de violence de la part d'autres détenus, et les détenus qui nécessitent une surveillance psychiatrique ou médicale étroite, sont situés dans l'unité A, une zone restreinte et séparée,. La prison dispose également d'une unité spéciale (C8) consacrée à la guérison des dépendances. La plupart des détenus vivent dans les unités B et C, qui sont plus libres et ont des blocs cellulaires mixtes. La prison accueille des criminels nationaux et internationaux; et seulement trois cinquièmes des prisonniers sont norvégiens (en 2015). Le norvégien et l'anglais sont utilisés, et la prison dispose de professeurs d'anglais,. La maîtrise du norvégien est cependant requise pour vivre en C8, car les conseils de groupe et suivis individuels sont dispensés en norvégien. 